# Pepper’s Ghost
Pepper’s Ghost — девятнадцатый студийный альбом гитариста-виртуоза, известного под псевдонимом Buckethead, издан в 2007 году лейблом Hatboxghost Music.

## Об альбоме
Название Pepper’s Ghost, а также зеленоватое свечение в изображении Бакетхэда является ссылкой на известную иллюзию — Призрак Пеппера. В альбоме есть и другие ссылки. Композиция «Imprint» посвящена режиссёру Такаси Миикэ и названа в честь эпизода мистического сериала «Мастера ужасов» — «Отпечаток» (англ. Imprint), снятого Миикэ. Название «Magua’s Scalp» относится к имени героя романа «Последний из могикан» — индейца Магуа, а «The Hills Have Headcheese» — является аллюзией на серию фильмов «У холмов есть глаза» (англ. The Hills Have Eyes). В музыкальном же плане Pepper’s Ghost представляет собой запись, схожую с предыдущей, но более простую и структурированную.

## Список композиций
| №   | Название                               | Длительность |
| --- | -------------------------------------- | ------------ |
| 1.  | «Pepper’s Ghost»                       | 5:00         |
| 2.  | «Carpal Tunnel Slug»                   | 3:05         |
| 3.  | «Magua’s Scalp»                        | 3:56         |
| 4.  | «Imprint (Dedicated to Takashi Miike)» | 4:00         |
| 5.  | «Goblin Shark»                         | 2:20         |
| 6.  | «Brewer in the Air»                    | 3:53         |
| 7.  | «Exit 209»                             | 3:55         |
| 8.  | «Plankton»                             | 4:14         |
| 9.  | «The Hills Have Headcheese»            | 3:44         |
| 10. | «Bag Some Game»                        | 0:56         |
| 11. | «Towel in the Kitchen»                 | 2:31         |
| 12. | «Callbox»                              | 4:16         |
| 13. | «Embalming Plaza»                      | 3:27         |

## Участники записи
- Бакетхэд — гитара
- Дэн Монти — бас-гитара, ритм-гитара
- Коди Хаггерти — ударные